# アスファルト:Legends
『アスファルト:Legends』（旧称: アスファルト9:Legends、アスファルト:Legends Unite）は、ゲームロフトが開発したレースゲームである。俗名は『ALU』（旧:A9）。iOS、Android、Windows、macOS、Nintendo Switch、Xbox One、Xbox Series X/S、PlayStation 4、PlayStation 5向けに配信されている。

## 概要
アスファルトシリーズ13作目。ナンバリングでは9作目に当たる。
自動車（ゲーム内ではマシンと呼ぶ）を操作し、市街地や自然を舞台にしたコースで行われるレースで順位を競う。
インストール・基本プレイは無料だが、アプリ内課金が存在する。
2014年3月にゲームロフトはGameloft Londonのコミュニティマネージャーの1人と質問会を開いており、その中でアスファルトシリーズの新作に関する質問をしたがコメントしなかった。しかし、その4日後に『アスファルト9:Legends』のトレーラーが公開された。
最初はソフトローンチとしてiOS版が2018年2月26日にフィリピン版、ついでタイ版、その後フィリピンで2018年5月17日に配信された。Android版は2018年3月22日にリリースされた。アーケード版は、2021年に稼働し始めている。
事前登録は2018年6月29日より開始した。
2018年7月24日、ゲームロフトは配信日を同年7月26日とする情報をFacebookとYouTubeに公開した。だが、実際は予定より1日早くリリースされた。
2019年6月7日、Nintendo Switch版をリリースすることを発表。当初は同年夏後半にリリースする予定だったが、延期され10月9日にリリースされた。
2020年1月18日、macOS Catalina版の配信が開始された。ソフトウェア開発ツール「Catalyst」で制作され、iOSとのクロスプラットフォームに対応する。
2021年4月17日、Xbox One版、Xbox Series X/S版をリリースすることを発表。また同月にシリーズ初のアーケード版となる『Asphalt 9 Legends Arcade DX』がIGSより稼働されることが明らかとなった。
2021年9月4日、Xbox One版、Xbox Series X/S版の配信が開始された。またWindows版とのクロスプレイやクロスセーブに対応する。
2022年8月2日、Steamでの配信が開始された。Windows版、Xbox One版、Xbox Series X/S版とのクロスプレイやクロスセーブに対応する。
2024年3月27日、同年7月17日に『アスファルト:Legends Unite』として大型アップデート・リニューアルを行うことを発表。
2024年7月17日、『アスファルト:Legends Unite』としてアップデートを配信開始。同時にPlayStation 4版、PlayStation 5版の配信も開始された。また、すべてのデバイス間でクロスプレイとクロスセーブに対応した。
2024年8月19日、遅延していたNintendo Switch向けの『アスファルト:Legends Unite』のアップデートを配信開始。
2025年4月1日、Windows向けにEpic Games Storeでの配信が開始された。
2025年7月19日、2度目の作品名変更が公表。7月22日のアップデート以降は『アスファルト:Legends』と呼ばれるようになった。

## マシン
本作のマシンは前作同様D/C/B/A/Sの5つのクラスに分けられている。マシンは全て設計図として管理され、設計図を集めることで入手（アンロック）できる。ただしマシンを入手しただけでは性能を最大限までアップグレードすることはできず、さらに設計図を集めて性能上限を開放（スターアップ）しなければならない。スターアップの段階数は星の数で表される。設計図にはアンコモン・レア・エピックと3種類のレアリティがある。設計図はレースの報酬として入手するか、ストアで購入することで集めることができる。一部の車種には「鍵」が設定されており、設計図の枚数を問わずこれを入手しないとアンロックされない。鍵はGP(Grand Prix)や、後述するKey Huntイベントで手に入る（なお、鍵が入ったパックがたまに出る）。
また、各マシンにはレースに出走できる回数として燃料というパラメータが設定される。燃料は一定時間待つかトークンを消費することで補給される。
なお、燃料はLegend Pass（課金アイテム）の使用により無限化しティア報酬で増加させることが可能。

### アップグレード
最高速度/加速/ハンドリング/ニトロの4項目をアップグレードすることで、マシンの性能を向上させることができる。アップグレードにはクレジットを消費して各項目のステージを上げるものと、各項目ごとにインポートパーツを適用するものがある。インポートパーツには全マシンに使えるアンコモン、クラスごとに使えるレア、車種ごとに使えるエピックがある。
マシンの最大のスターの数、燃料、アップグレードのステージ数をまとめると以下の表のとおり。
| 最大の星(スター) | 燃料 | ステージ数 |
| ---------------- | ---- | ---------- |
| ★3               | 6    | 10         |
| ★4               | 5    | 11         |
| ★5               | 4    | 12         |
| ★6               | 3    | 13         |

### カスタマイズ
ほとんどのマシンで車体・ホイール・ブレーキキャリパーの色を自由に設定したり、カーボン製の部品を取り付けるなどより自由度の高いカスタマイズが可能である。一部マシンではゲーム内通貨の使用や専用パックから獲得したマシン専用カスタマイズパーツ（ボンネットやリアウイング、ホイールなど）を取り付け可能。カスタマイズによってマシン性能が変わることはない。一部の車両には、「デカール」と呼ばれるものが実装されており、入手手段は現金やゲーム内通貨での購入、デイリーイベントやスペシャルイベント内で入手出来る。デカールを装備してもマシンの性能は変わらない。

## コース
コースは実在する国や地域をモデルにしたロケーションの中に設置される。現時点では、コースは233種類存在する。コース中にはいくつもの分岐があり、それらの選び方や距離によって各ロケーションで7～12種類のコースが設定される。長さは30、60、90、120があり、この数字が大きくなるほど長いコースとなる。マルチプレイでは（特殊ルールのマルチプレイ以外）90のコースのみが登場する。

### ロケーション一覧
順番はゲーム内のプライベートレースモードのロケーション選択画面を参照。
- Rome
- San Fransisco
- Cairo
- U.S. Midwest
- Scotland
- Himalayas
- Shanghai
- The Caribbean
- Osaka
- New York
- Nevada

- Auckland
- Buenos Aires
- Greenland
- Paris
- Tuscany
- Norway
- Singapore
- Chicago
- San Diego (+Los Angeles)

## アクション
本作では大きく分けて2種類の操作方法が設定されている。
- マニュアル

画面のアイコンまたはコントローラを用いて、手動でマシンを操作する（アクセルは自動化可能）。携帯端末・Switchでは旋回操作をジャイロセンサーで行うモードを選択できる。キーボード操作では矢印キーとスペースバーを用いるか、WASDを用いた操作が選べる。スマートフォン端末でもキーボードを接続すればコントローラーとして使用できる。また、スマホでも接続可能なコントローラーを使用すれば使用可能。ただし、ジャイロ操作は出来ない。
- Touch Drive

本作から追加された操作方法（自動運転）。ブレーキとニトロのみを手動で行い、旋回やスタントは表示されるアイコンを選択して行う。

### 挙動・判定・テクニック
過去作と同様に、アクション性を重視したマシン挙動となっているが、前作『アスファルト8』よりも加速しづらく、コーナーでも減速を伴うなど現実志向に変化した部分もある。
ゲーム内では直進や旋回の他、以下のようなアクションを行える。
- ドリフト

ブレーキと旋回の操作を同時に行うことでドリフト走行に移行する。ブレーキ、ニトロ作動または直線での一定時間放置でドリフト状態が終了する。基本的にハンドリング値でドリフト時の減速の仕方が決まるが、「ドリフト補正」によって表記値よりもアンダー・オーバーが出ることがある。
- ニトロ

ニトロを噴射することで、最高速度や加速力を向上させる。画面上部には「ニトロゲージ」が表示され、コース上のニトロボトルを獲得するか、ドリフトやスタント等を決めることでゲージが充填される。ニトロボトルには青色と黄色の二種類があり、黄色がよりニトロを回復する。ニトロは該当操作（アイコンタップやボタンを押す）を1回または2回行うことで噴射される。ニトロの段階による最高速度は基本的に変わらない。
- ニトロの種類
- ニトロ（黄色ニトロ）

ニトロボタンを1回タップで発生する。加速力は最も弱いが、最も持続する。マフラーからは黄色の炎が出る。わずかながら最高速度まで加速する。
- インパクトニトロ（赤ニトロ）

ニトロボタンをニトロゲージの黄色のゾーン中にもう一度タップすると発生する。加速力は強いが、持続時間は短い。マフラーからはオレンジの炎が出る。
- パーフェクトニトロ（青ニトロ）

ニトロボタンを1回タップしたのち、ニトロゲージに出現する青いゾーン中でもう一度タップすると発生する。持続時間と加速力のバランスの取れたニトロで、ノックダウン耐性がショックウェーブの次に高い。マフラーからは青の炎が出る。一部のマシンで、最高速度が伸びる。
- ニトロショックウェーブ

ニトロゲージが満タンの状態でニトロボタンをタップするとできるピンク色のゾーンでもう一度タップすると発生する。加速力は非常に強いが、持続時間は全ニトロの中で最も短い。使用中は車体が紫色の光に囲まれ、ライバルをノックダウンしやすくなる。パーフェクトニトロ同様ダート等で減速しないが、パーフェクトニトロ発動時より曲がりにくい。
- 360°スピン

ブレーキ操作を2回連続で行うことで、マシンの左右を軸に1回転させる。近接するマシンを攻撃したり、ニトロを少し補充したりすることができる。
- ジャンプ

コースに設置されたジャンプ台や高低差がある箇所を走ることでジャンプができる。滞空時間が長いジャンプでは空中で落下している間に加速し、地上での最高速度を上回る速度（空中最高速度）に達する。また、ニトロの使用でより速く加速することができる。なお、どれだけ長い時間滞空していようとも各マシンごとに設定されている空中速度を超えることはない。上位車両でもプログラムの問題で時速600kmが最大である。
- バレルロール

湾曲したジャンプ台に乗ることで、マシンの上下を軸に回転させる。空中にいる間は回転を止めることはできない（ただし、バレルロール中にブレーキを行うことで回転数を減らすことができる場合がある）。バレルロールの最中はニトロが補充される。
- ノックダウン

レースを競う他のマシンに一定の負荷（ニトロ作動状態での接触や壁に押し付けるなど）を与えクラッシュさせる。1台ノックダウンするごとにニトロが補充される。マルチプレイでライバルにノックダウンされた場合は復活時にニトロが満タンになる。
- クラッシュ

壁などへの衝突や、タイヤ以外の面での着地、一部のコースに登場する貨物列車への正面衝突をするとクラッシュ扱いになる。クラッシュ後は若干後戻りした場所から自動でコースに復帰する。
- パーフェクトラン

マシンが壁に一定時間接触しない走りを行うとニトロが少し補充される。ライバルをノックダウンしても、トラフィックカーと障害物を破壊しても、一定時間壁に接触しなければパーフェクトランになる。壁に接触するとパーフェクトランが中断されるが、壁走りなどでは一度接触した直後からパーフェクトランが再開されるため、壁走りをしていてもパーフェクトランの判定になることがある。
- トラフィックダウン

コース上に配置されている一般車両や路面電車〈トラフィックカー〉に衝突して破壊すること。ニトロが少し補充されるが、かなりの減速を招く。しかし、横から擦り付けるようにして接触することで減速を抑えられる。また、一部コースで登場する貨物列車はトラフィックカーではなく、正面衝突するとクラッシュする。
- トラフィックコントロール

コース上のトラフィックカーをクラッシュさせずに動かすこと。ニトロが少し補充されるが、その量はトラフィックダウンとニアミス（後述）の中間となっている。
- ニアミス

コース上のトラフィックカーと近距離ですれ違うことでニトロが少し補充されるテクニック。近距離ですれ違うほど補充されるニトロの量が増える。
- 障害物破壊

コース上の障害物を破壊すること。

## イベント
本作では毎日一部の内容が変わる「デイリーイベント」、およそ1か月間にわたって特定のマシンの獲得を目指す「スペシャルイベント」が存在する。

### デイリーイベント
デイリーイベントには毎日およそ10個ほどのイベントがある（ただし、ガレージレベルやその時開催されているスペシャルイベントによって個数は変わる）。ここではイベントの更新のタイミングは日本時間を基準にして考える。イベントに参加するには「チケット」が必要であり、チケットは10分につき1枚補充される。チケット1枚を5トークンで入手することもできる。また、広告を視聴することでもチケットを入手することもできる（Steam、Switch、Xbox、PS版では不可）。さらに、レジェンドパスを購入すると特典として1日1回チケット10枚を無料で補充できる。所持数の上限は10枚。
- Car Hunt Start

特定のマシンの設計図を無限に獲得可能な、1週間にわたって開催されるイベント。鍵でアンロックするマシンがイベントマシンの場合は「Key Hunt」という名称となる。Key Huntでは鍵は最大までスターアップしたイベントマシンの使用でしか入手できない。
- Car Hunt Riot

上記のイベント終了後、又は上記イベント中にイベントマシンのみで開催されるランキングイベント。順位が高いほど報酬は豪華。主にマシンのエピックインポートが入手可能。
- Credits Heist

クレジット稼ぎイベント。毎日開催され、曜日ごとに変わるコースをレースする。完走報酬、クラスタイム報酬、スター報酬(星3以上のマシンでこのタイムをクリアなど)でクレジットを稼ぐ。Heist(強盗)の名の通りこのイベントでは必ず警察が登場する。
- Weekly Competition

Dクラス限定のタイムアタックで、1週間に渡って開催されるイベント。ガレージレベル10以下とガレージレベル11以上で競う集団が変わる。
- Elite

各クラス（Dクラスを除く）の上位マシンを使ってタイムアタックする、1週間に渡って開催されるイベント。アップデートによって使用マシンは変わる。
その他、毎日開催される初心者向けのイベントや、各国の風習や行事を記念して開催されるイベントが存在する。

### スペシャルイベント
本作ではデイリーイベントの他に、スペシャルイベントと呼ばれる形式のものが開催される。
- スペシャルイベント

数週間に渡って開催されるイベント。指定されたマシンで毎日1つずつ開放されるステージに挑戦し、報酬マシンの設計図を集める。チケットはデイリーイベントのものと共通である。
- ドライブシンジケート

犯罪集団とレースで戦うというストーリーで行われるイベント。開催期間は4週間。イベント内のレースにはチケットの代わりに「ハザードレベル」が設定されている。レースに出走するとハザードレベルが上がり、レベル10に達するとプレイできなくなる。レースの目標を達成すると「シンジケートコイン」という専用通貨が手に入り、専用のストアページでアイテムを購入する際に使用できる。
- Grand Prix（俗称：グランプリ）

タイムアタック形式で行われるイベント。開催期間は3週間程度で、たいてい上記のスペシャルイベントと併催される。まずランダムに選ばれたプレイヤー20人で予選が行われ、上位10人がファイナルラウンドに進出する。ファイナルラウンドは6つのラウンドで構成されており、予選とは別の20人のグループが組み直される。各ラウンドごとにグループ内順位に応じたポイントが与えられ、合計点の順位に応じた報酬が贈られる。ポイントは各ラウンドで指定されたマップの記録タイムの順位により確定される。
また、グランプリの他にもエピックプリックスというものもある。エピックプリックスはグランプリと違い、インポートパーツ（エピック）が順位報酬で配られる。人数はグランプリと同じ。しかし、グランプリと最大の違いはマシンが必要になることで、グランプリはマシンを貸し出されるがエピックリックスはマシンを所有していないと参加することはできない。それ以外はグランプリと同様。
- Road Test

前作の研究開発に相当するイベント。レンタルされた新マシンを使用し、複数の課題の中から一つを選んで挑戦し、経験値を獲得して報酬を集めるモード。レンタルマシンの能力はステージを進むほどにアップグレード可能なレベルが開放される。報酬にはレンタルマシン専用の設計図や専用通貨の他、対象マシンを他のモードでも使用可能にするためのメイン設計図も登場する。研究開発におけるプロトキーに相当する概念として、ドライブシンジケート同様のハザードレベル（このモードでは「警告」と表現）が設定されている。また、マシンのアップグレードには専用通貨を使用する。酷評だったため廃止。
- Gauntlet

複数のプレイヤーが指定されたコースにて自身でタイムを設定し、相手の作ったタイムより速いレースをする、マルチプレイの様なイベント。プレイヤーが所有する最もランクの高い5台のマシンの合計ランクによって「ディビジョン」と呼ばれる階級の振り分けが決定される。このイベントでは十分な勝利を重ねると、本ゲーム内で最も強いと言われるマシンを無料でアンロックすることができる。また、ディビジョンは開催期間中に変更できない。
- スポットライト

2025年に初登場したスペシャルイベント。各クラスの特定のマシンがアンロック可能またはスターアップ可能で、ランダムに選ばれたコース上にあるアイテム(イベント通貨)を一定数集め、報酬としてイベント通貨を獲得できる。その通貨はイベントに登場するマシンの設計図を購入する際に必要となる。

#### The Showroom
特定のマシンの入手を目指す常設イベント。入手したいマシンのイベントを選択してプレイし、期間内にマシンの入手を目指す。一度イベントを選択するとイベント終了まで変更できない。Car Huntと似ており、繰り返しレースをしてパックから設計図を入手する。パックからイベントマシンではないマシンを入手し、別のステージで使用するイベントや、イベントマシンの試乗が可能なイベントもある。レースの条件数はかなり多いため容易にクリアできないが、イベント終了後もトークンで延長が可能。
また、鍵でアンロックするマシンは最大までスターアップしてから別のイベントで鍵を入手する必要がある。

#### スペシャルハント
前述のカーハントと少し似ているが、「使用できるマシン」と「燃料」に違いがある。使えるマシンは一種類のみで、燃料無制限で周回することが出来る。その代わりチケットは１枚のみ消費する。最大の特徴として鍵を入手の為には、マシンを最大ランク(カンスト)までアップグレードしなければならない。

## ステータス/パラメータ

### ゲーム内通貨
本作では以下のゲーム内通貨が設定される。
- クレジット

マシンのアップグレードやアイテムの購入で使う。レースやイベントの報酬として入手できる。また、ストアでトークンを使って購入することもできる。
- トークン

設計図の購入、カードパックの購入などで使う。一部イベントの報酬として入手できる。またクレジットと違い、ストアでトークンを購入するには課金が必要である。
- シーズントークン

カードパックの購入、エピックインポートパーツの購入で使う。一部イベントの報酬として入手できる。通常のトークンと違い、シーズン中しか使用することができず、そのシーズンが終了すると残ったシーズントークンの3%（レジェンドパス特典で6%）がトークンに変換される。　なお、このシステムはコミュニティから良い評価を得られなかったことから2024年2月19日のアップデートによりゲームから削除され、現時点で復活の予定はない。
- トレードコイン

設計図やインポートパーツと交換することで入手でき、レアリティが高いほどより多くのトレードコインと交換される。レジェンドストアで特定の設計図やエピックインポートパーツを購入するにはトレードコインが必要。
- シンジケートコイン

スペシャルイベント「シンジケート」開催中のみ使用できる通貨。スペシャルイベントが終わるとクレジットに変換される。
- Rコイン

スペシャルイベント「Road Test」開催中のみ使用できる通貨。スペシャルイベントが終わるとクレジットに変換される。
- Clashコイン

クラブClashと呼ばれるイベント(後述)で獲得可能な通貨。この通貨を使用して設計図を購入できるClashストアがあり、ここでしか獲得できないマシンもある。
- Clashトークン

上記のClashコインと同様の方法で入手可能な通貨。こちらの方が手に入る数が少なく、課金等で入手ができない。
- Gauntletトークン

Gauntletを通じて得られる通貨。特定の設計図の購入に使用。
- Styleトークン

マシンのカスタマイズ、デカールの購入に使用される。様々なイベントや課金要素で手に入れられる。
- アスファルトダイヤモンド

『アスファルト:Legends Unite』のアップデート後から新しく追加された通貨。バンドルの購入、デカールの購入やトークンバンクなどに使える。Switch、PS、Epic Games Store版での課金でしか入手・使用できない。

### プレイヤーステータス
ゲームプレイを進めることで、以下のプレイヤーステータスを上げることができる。
- 名声レベル

レースで勝利すると得られる名声ポイントが貯まるとレベルが上がり、1回のレースで獲得できるポイントが増える。また、レベルアップ時には全マシンの給油が完了する。最大100レベル。
- ガレージレベル

マシンを入手したりアップグレードを進めると、ガレージレベルが上がり入手できる設計図の種類やレアリティが高くなる。最大60レベル。一定のレベルを超すと一部のデイリーイベントの目標が自動的に達成済みの状態になる。また、20を超えるとコレクターステージ(21でコレクターステージI、41でコレクターステージII)となり、より豪華な内容の報酬が追加される。
- VIPレベル

デイリーイベントの条件の達成などで得られるVIPポイントを蓄積するとレベルが上がり、燃料上限の追加やイベントの自動プレイなど様々な特典がアンロックされる。最大10レベル。
また、スタント回数やマシンの保有台数などに応じて実績が達成されると、トークンを入手できる。

## クラブ
オンラインゲームにおける「ギルド」のようなシステムで、プレイヤーはクラブに加入、またはクラブを作成（高額のトークンが必要）できる。クラブのメンバーでレースをしたり、メンバーの名声ポイントの合計に応じて報酬を入手できる。

## クラブクラッシュ
クラブ間の抗争をイメージしたモード。ネイバーフッドど呼ばれる地域が７つあり、地域ごとに十数個のコースが割り当てられている。ネイバーフッドを奪い合いながらポイントを多く稼いだクラブの勝ち。ポイントはコースで自クラブの防衛タイムを記録すること、敵クラブの防衛タイムを破ること、指定されたブランドの条件を満たしたマシンを使用すること等によって手に入る。

多数のバグの発生やそれに伴ったプレイヤーの不正行為によって、現在では廃止されている。

## レースルール
レースは以下の数種類のルールで行われる。
- Classic

ライバルと順位を競う。自車を含め2～8台が走行する。マルチプレイ以外はスタート時からマシン同士の当たり判定がある。
- Sprint

警察車両が登場するClassic。自車を含め2台以上で走行する。「Credits Heist」はこのルールで行われる。
- Time Attack

制限時間以内に完走を目指す。チェックポイントおよびゴールを制限時間以内に通過できないとゲームオーバーになる。コース上に設置される緑色のストップウォッチを模したアイコンを獲得すると、タイムが加算される。
- Hunted

警察に追われているという設定で、多数の警察車両(パトカーや装甲車)が設置されている。パトカーや装甲車は普通のマシンと違い、特定の条件でしかノックダウン出来ない他、プレイヤーの進路を妨害したり、意図的に激突する。(装甲車はパトカーよりさらに頑丈に出来ており、ノックダウン出来ない事がある、さらに大きく頑丈な武装車も存在)コースをクラッシュせずに完走し逃げ切ることを目指す。制限時間を超過するか、一度でもクラッシュすると「逮捕」となりゲームオーバーになる。また、立往生してしまった場合も即逮捕される。ゴール地点は巨大なバリケードで完全に塞がれており、路肩のジャンプ台で飛び越えなければならない。これを失敗するとクラッシュして逮捕になってしまう。このように難易度が高いためキャリアでの出現頻度は少し低めだが、一部の警察を題材としたステージではこのモードで行われるレースが大量に出現する。
- Slipstream

走行中のマシンの後ろに青色のエフェクトが発生し、それに重なっている間は大量のニトロが自動で充填される。後ろについてニトロを使用し続けることをニトロサーフィンという。ドリフト中・スピン中は後ろにエフェクトは発生しない。
- On The Run

基本的にはHuntedと一緒だが、最後の巨大バリケードが登場しない代わりに一部小さなバリケードが置いてあり、ぶつかると減速する（最悪の場合クラッシュする）。また、レース途中でムービーが挟まれる。
- Nitro Pollution

コース上に汚染されたニトロアイコン（緑色）が配置されており、これに触れるとニトロゲージの容量が減少する。過去1度のみ開催されたが、不評だったため廃止。
- The Pursit

プレイヤーが警察車両を操り、AIの操作するマシンを制限時間内に所定の台数ノックダウンすることでクリアとなる。
- Team Race

４対４のチームに分かれて対戦するモード。ゴール時の順位に応じたポイントが付与され、自チームの合計ポイントで勝敗が決まる。なお、自チームが勝利した場合でも、自身の順位が低ければレートは下がる。

### マルチプレイ限定ルール
- Ghost

ライバルマシンに接触せずにすり抜ける。現在のマルチプレイはレース開始直後にノックダウンされて敗色濃厚となるのを避けるため、Classicシーズンでもスタートから10秒間のみこのモードになっている。
- Ghost Slipstream

上記のGhostモードとSlipstreamモードを合わせたモード。ゴーストの後ろにエフェクトが発生する。
- Unbreakable

ライバルにはぶつかるが、ノックダウンできない。かつては他のマルチプレイにおいてスタートから10秒間のみこのモードが採用されていた。
- Rush

ルールはClassicと同じだが、順位により獲得できるレートが固定されており、最下位になっても殆ど減らない。一時期通常のマルチプレイにおいて『CLASSIC』の表記で用いられ、概ね開催期間は1ヶ月前後であった。
- Duel

前作の「Versus」に相当。対戦相手はランダムに選ばれ1対1のレースが行われる。過去1度開催されたのみだが、後に『1vs1 トーナメント』の名称で勝ち抜き方式のルールとして復活した。
- Asphalt Jungle

マシンの制限がなく、DクラスマシンもSクラスマシンも同時にレースする。コースは30秒程度の短いコース。スタート直後のゴースト状態もない。最初からノックダウンが可能となっている仕様。また、Slipstreamと組み合わせて開催されることもある。
- Green Streak

順位の高さによってニトロの回復量が左右するモード。順位が高いほど回復量が小さくなり、順位が低いほど回復量が大きくなる。基本的にGhostモードとなる。

## ゲームモード
本作では以下のゲームメニューが用意される。

### マイキャリア
各ステージのレースに挑戦し、クリアを目指す。ステージやレースごとに出走できるマシンが指定されることもある。各レースには成績やスタントに関連したミッションが用意され、達成するとフラッグが手に入る。フラッグを集めることでレースやステージを開放（プレイ可能にする）できる。なお、TIME ATTACKの時間切れやHUNTEDの逮捕は完走したことにならないため、条件を満たしていてもフラッグは手に入らない。推奨ランクというものが設定されており、そのランクを超えていればクリアは簡単だが、わずかに足りない場合、AIが少し強くなる。全く足りていない場合、AIが大幅に強化される。

### マルチプレイ
オンラインで世界のプレイヤーと対戦する。各プレイヤーにはレートが設定され、レース結果に応じて上下する。レート帯ごとに5つのリーグに分けられており、上位リーグほどシーズン終了後の報酬が豪華になる。
- World Series

常時開催されているモード。通称左マルチ（またはMP1）。期間は2週間で、下から「ブロンズ」「シルバー」「ゴールド」「プラチナ」「レジェンド」の5リーグで構成される。『アスファルト:Legends Unite』のアップデート後から、ブロンズ〜プラチナのリーグの中でそれぞれ4段階（IV→III→II→I）に分けられ、使用できるマシンもその段階ごとに変化していくようになった。
- Season Series

全ての所有車種で出走できるモード。通称右マルチ（またはMP2）。期間は1週間で、下から「アマチュア」「ベテラン」の2リーグで構成される。『アスファルト:Legends Unite』のアップデートで追加された。開催中のシーズンで取り上げられているマシンの一部を最大強化された状態で使うことができる。
- Team Pursuit

シンジケートチームまたはセキュリティチーム（警察）に分かれて逃走または追跡を行うモード。『アスファルト:Legends Unite』のアップデートで実装された。使えるマシンは変化するが、いずれでも2台のマシンのMaxがそのマシンを所有していなくても試乗できる。セキュリティが計5回シンジケートのマシンをノックダウンするとセキュリティの勝利となり、これを制限時間内に完了できなければシンジケートの勝利となる。

#### 報酬
マルチプレイのシーズン終了後にリーグ報酬及び上位ランキング報酬が獲得できる。また、レースをこなすことで「マイルストーン」を獲得し、一定マイルごとに報酬を獲得できる。報酬は大量の通貨、設計図、インポートパーツ。マルチプレイパックではマシン設計図を獲得できる。なお、タッチドライブを使用する等による最下位になった場合、放置プレイでの不正な報酬稼ぎを防ぐため、マイルストーンは与えられない。

### 画面分割（ローカルレース）
Switch、Windows、Xbox、PS版に実装。画面を分割して、1台の端末あたり4人までプレイができるモード。Switch版はオフラインでもプレイ可能。分割数とマシンのクラスを指定すると、接続されたコントローラーでマシンを操作できる。カスタムカラーやボディパーツなどは使用不可。

### プライベートルーム
『アスファルト:Legends Unite』のアップデートで実装。フレンドやクラブメンバーを招待してレースルールやロケーション、コースなどをカスタマイズしてレースできる。ルームIDを共有することでフレンド以外のプレイヤーも参加することができる。燃料は消費しないが、報酬は獲得できない。

### クイックレース
Switch版のみ実装。オフラインでプレイ可能なモード。ミッションをクリアしてトロフィーを集めるチャレンジと、コース・アザーカーの強さ・台数・周回数を自分で設定できるカスタムレースで構成される。燃料は消費しないが、報酬は獲得できない。

## 課金限定パス
本ゲームでは、現金で購入して特典や追加の報酬を獲得できる複数のパスが存在する。このパスを購入することで、ゲームの進捗が格段に上がることもある。

### ・レジェンドパス
毎シーズン、パス専用車両が設定され、購入することでそのマシンを入手・スターアップすることが出来る。その他にもトレードコインの貰える量割増、ガソリン最大+5増加、1日1回のチケット無料回復、追加のトークンなど、様々な特典が付いている。

### ・アルティメットパス
上記のレジェンドパスを更に強化したような課金要素で、価格はユナイトパスの5倍ほど。獲得できるアイテムにはレジェンドパスのものに加え、大量のクレジットやトークンなどの通貨、パス専用車両とは異なるマシンの設計図などがある。

### ・マルチプレイボーナスパス
マルチプレイを進める上で購入すると様々な特典を得ることが出来る。特典は1日1回の無料給油、給油スピード25%アップなど。これに加えて追加のマイルストーン報酬を入手することが出来る。有効期限は14日間。

### ・デイリーイベントボーナスパス
デイリーイベントを進める上で購入すると、ある特定のイベントをかなり有利に進めることが出来る。それは前述のカーハントイベント。チケットの枚数は15枚に増え、回復スピード20%高速、1日2回のチケット無料補充、カーハントイベントで得られるマシンパックが2倍、当パス購入者限定イベント開催などの特典が付いている。有効期限は14日間。

### ・OVERCLOCKボーナスパス
OVERCLOCKブースト対象車両全てがOVERCLOCKED状態になる。有効期限は28日間。

### ・UNITE ファンド
ガレージレベルが上がる度に貰える報酬。3段階ある。ファンドⅠはガレージレベル1から20、ファンドⅡはガレージレベル21から40、ファンドⅢはガレージレベル41から60で購入可能となっており、それぞれ価格が異なっている。最大の特徴は、ガレージレベルが上がる度に報酬が貰えること。上がれば上がるほど豪華になる。

## 収録車種
- 原則としてブランド、モデル共にABC順で並んでいるが、それを保証しない。
- 以下に記載の車種は当作品内の表記に準ずる。

通常車種
- - Acura
    - 2017 NSX
    - NSX GT3 Evo

  - Ajlani
    - Drakuma

  - Alfa Romeo
    - Giulia GTAm

  - Apex
    - AP-0

  - Apollo
    - EVO
    - IE
    - N

  - Arash
    - AF8 Falcon Edition
    - AF10
    - Imperium

  - Ares
    - S1

  - Arrinera
    - Hussarya 33

  - Artega
    - Scalo Superelletra

  - Aspark
    - Owl

  - Aston Martin
    - DB11
    - DB12
    - DBS GT Zagato
    - DBS Superleggera
    - One77
    - V12 Speedster
    - Valhalla Concept Car
    - Valkyrie
    - Valour
    - Vantage GT12
    - Vantage V12 2022
    - Victor
    - Vulcan

  - ATS Automobili
    - Corsa RR Turbo
    - GT

  - Automobili Pininfarina
    - Battista
    - Battista Edizione Nino Farina

  - Bentley
    - Continental GT Speed
    - Continental GT3

  - Bentley Mulliner
    - Bacalar

  - BMW
    - 3.0 CSL Hommage
    - i8 Roadster
    - M4 GT3
    - M4 GTS
    - Z4 LCI E89

  - Bolwell
    - Mk X Nagari 500

  - Brabham
    - BT62

  - Bugatti
    - Bolide
    - Centodieci
    - Chiron
    - Chiron Super Sport 300+
    - Chiron Pur Sport
    - Divo
    - EB110
    - La Voiture Noire
    - Mistral
    - Veyron 16.4 Grand Sport Vitesse

  - BXR
    - Bailey Blade GT1

  - Cadillac
    - Cien Concept

  - Chevrolet
    - Camaro LT
    - Camaro ZL1 50th Edition

  - Chevrolet Corvette
    - C7.R
    - Grand Sport
    - Stingray
    - ZR1

  - Chrysler
    - ME412

  - Citroën
    - DS Survolt
    - GT by Citroën

  - Czinger
    - 21C

  - De Tomaso
    - P72
    - P900

  - Deus
    - Vayanne

  - Devel
    - Sixteen

  - Dodge
    - Challenger 392 Hemi Scat Pack
    - Challenger SRT8
    - Viper ACR
    - Viper GTS

  - Donkervoort
    - D8 GTO Individual Series

  - Drako
    - GTE

  - DS Automobiles
    - DS E-Tense
    - DS E-Tense Performance

  - Exotic Rides
    - W70

  - Faraday Future
    - FFZERO1

  - Ferrari
    - 296 GTB
    - 488 GTB
    - 488 Challenge Evo
    - 499P Modificata
    - 599XX EVO
    - 812 Superfast
    - Daytona SP3
    - Enzo Ferrari
    - F12 Berlinetta
    - F12tdf
    - F8 Tributo
    - F40
    - F50
    - FXX K
    - J50
    - LaFerrari
    - LaFerrari Aperta
    - Monza SP1
    - Roma
    - SF90 Stradale
    - SF90 XX Stradale

  - Ford
    - GT
    - GT Frankie Edition
    - GT Mk Ⅱ
    - GT Mk IV
    - Mustang Mach-E1400
    - Mustang RTR Spec 5 10th Anniv.
    - Shelby GR-1
    - Shelby GT350R
    - Shelby Super Snake
    - Team Fordzilla P1

  - Formula E
    - Gen 2 Asphalt Edition
    - Gen 3 EVO Championship Edition

  - FV Frangivento
    - Asfanè
    - GT65
    - Sorpasso GT3

  - Genty
    - Akylone

  - Ginetta
    - G60

  - Glickenhaus
    - 003S
    - 004C
    - 007S

  - Hennessey
    - Venom F5

  - Honda
    - Civic Type-R

  - HTT
    - Locus Pléthore LC750

  - Hyundai
    - IONIQ 5 N
    - N Vision 74

  - Icona
    - Vulcano Titanium

  - Inferno Automobili
    - Inferno
    - Settimo Cerchio

  - Infiniti
    - Project Black S

  - Italdesign
    - DaVinci
    - Zerouno

  - Jaguar
    - C-X75
    - F-Type SVR
    - XE SV Project 8
    - XKR-S GT
    - XJ220S TWR
    - XJR-9
    - XJR-15

  - Kepler
    - Motion

  - Kimera
    - EVO37

  - Koenigsegg
    - Agera RS
    - CC850
    - CCXR
    - Gemera
    - Jesko
    - Jesko Absolut
    - Regera

- - KTM
    - X-Bow GTX

  - Lamborghini
    - Asterion
    - Autentica
    - Aventador J
    - Aventador SV Coupé
    - Aventador SVJ Roadster
    - Centenario
    - Countach 25th Anniversary
    - Countach LPI 800-4
    - Diablo GT
    - Egoista
    - Essenza SCV12
    - Gallardo LP 560-4
    - Huracán EVO Spyder
    - Huracán STO
    - Huracán Super Trofeo Evo
    - Invencible
    - Miura Concept
    - Murciélago LP640 Roadster
    - Reventon Roadster
    - Revuelto
    - SC18
    - SC20
    - SC63
    - Sesto Elemento
    - Sián FKP 37
    - Temerario
    - Terzo Millennio
    - Veneno

  - Lexus
    - Electrified Sport Concept

  - Lotus
    - Elise Sprint 220
    - Emira
    - Evija
    - Evora Sport 410
    - E-R9

  - Maserati
    - Alfieri
    - MC12
    - MC20
    - MC20 GT2

  - Mazda
    - Furai

  - Mazzanti
    - Evantra Millecavalli

  - McLaren
    - 570S Spyder
    - 600LT
    - 650S GT3
    - 765LT
    - Artura
    - Elva
    - F1LM
    - GT
    - P1
    - Senna
    - Senna GTR
    - Solus GT
    - Speedtail

  - McMurtry
    - Spéirling

  - Mercedes-Benz
    - 2022 Showcar Vision AMG
    - AMG GT Black Series
    - AMG GT S
    - CLK-GTR
    - Mercedes-AMG ONE
    - Silver Lightning
    - SLR McLaren
    - Vision One-Eleven

  - Mitsubishi
    - Lancer Evolution
    - Mosler
    - Super GT

  - Naran
    - Hyper Coupe

  - NIO
    - EP9

  - Nissan
    - 370Z NISMO
    - 370Z Neon Edition
    - GT-R
    - GT-R Neon Edition
    - Leaf NISMO RC
    - Nissan R390 GT1
    - Z GT4

  - Noble
    - Noble M600 Speedster

  - Pagani
    - Huayra BC
    - Huayra R
    - Imola
    - Utopia Coupé
    - Zonda Cinque
    - Zonda HP Barchetta
    - Zonda R

  - Peugeot
    - 9x8
    - Onyx
    - SR1

  - Pininfarina
    - H2 Speed
    - Teorema

  - Porsche
    - 718 Cayman
    - 718 Cayman GT4 Clubsport
    - 911 50 Years Porsche Deisgn
    - 911 Carrera RS 3.8
    - 911 GT1 Evolution
    - 911 GT2 RS Clubsport
    - 911 GT3 RS
    - 911 GTS Coupé
    - 911 Targa 4S
    - 911 Turbo 50 Years
    - 918 Spyder
    - 935 (2022)
    - Boxster 25th
    - Carrera GT
    - Panamera Turbo S
    - Taycan Turbo S
    - Mission R

  - Praga
    - Bohema
    - R1

  - Puritalia
    - Berlinetta

  - RAESR
    - Tachyon Speed
    - Tartarus

  - Renault
    - DeZir
    - R.S. 01
    - TreZor

  - Rezvani
    - Beast X

  - Rimac
    - Concept_One
    - Concept S
    - Nevera
    - Nevera Time Attack

  - Saleen
    - S1
    - S7 Twin Turbo

  - SIN
    - R1 550

  - Spania GTA
    - 2015 GTA Spano

  - SSC
    - Tuatara
    - Tuatara Striker
    - Ultimate Aero TT

  - Techrules
    - AT96 Track Version

  - Torino Design
    - Super Sport

  - Toroidion
    - 1MW

  - Toyota
    - GR Super Sport Concept
    - GR Supra 2023
    - GR Supra Racing Concept

  - Trion
    - Nemesis

  - Tushek
    - TS 900 Racer Pro

  - TVR
    - Griffith
    - Sagaris

  - Ultima
    - RS

  - Vanda Electrics
    - Dendrobium

  - Vencer
    - Sarthe

  - VISION
    - 1789

  - VLF
    - Force 1 V10

  - Volkswagen
    - Electric R
    - W12 Coupé
    - XL Sport Concept

  - W Motors
    - Fenyr SuperSport
    - Lykan HyperSport
    - Lykan Neon Edition

  - Zenvo
    - Aurora Tur
    - TS1 GT Anniversary
    - TSR-S

Security車種
過去のドライブシンジケートイベントで登場し、「Team Pursuit」マルチプレイシリーズで使用される車種。
- - Bugatti
    - Chiron Security

  - Dodge
    - Challenger SRT8 Security

  - Lamborghini
    - Gallardo Security

  - Porsche
    - 911 GTS Security

  - Security
    - Interceptor

  - W Motors
    - Lykan Security

Lego Technic車種
Lego Technicシリーズとのコラボレーションによって追加された車種。実際にセットを購入するとゲーム内でもそのマシンをアンロックすることができる。
- - Lego Technic
    - Aston Martin Valkyrie
    - Chevrolet Corvette Stingray
    - Ferrari FXX K
    - Lamborghini Revuelto
    - McLaren Senna GTR

その他の収録車種
- - Faraday Future
    - FFZERO1

(通常の車種と同名だが見た目等に小差が見られ、「Road Test」イベントでのみ使用された。)
- - Formula E
    - Andretti Formula E 2024-25
    - Jaguar TCS Racing 2024-25
    - Nissan Formula E Team 2024-25
    - Tag Heuer Porsche Formula E Team 2024-25

(通常の車種と同名だがデカールが全て異なり、過去の期間限定イベントで一回のみ使用された。)